# فینال جام در جام اروپا ۱۹۸۶

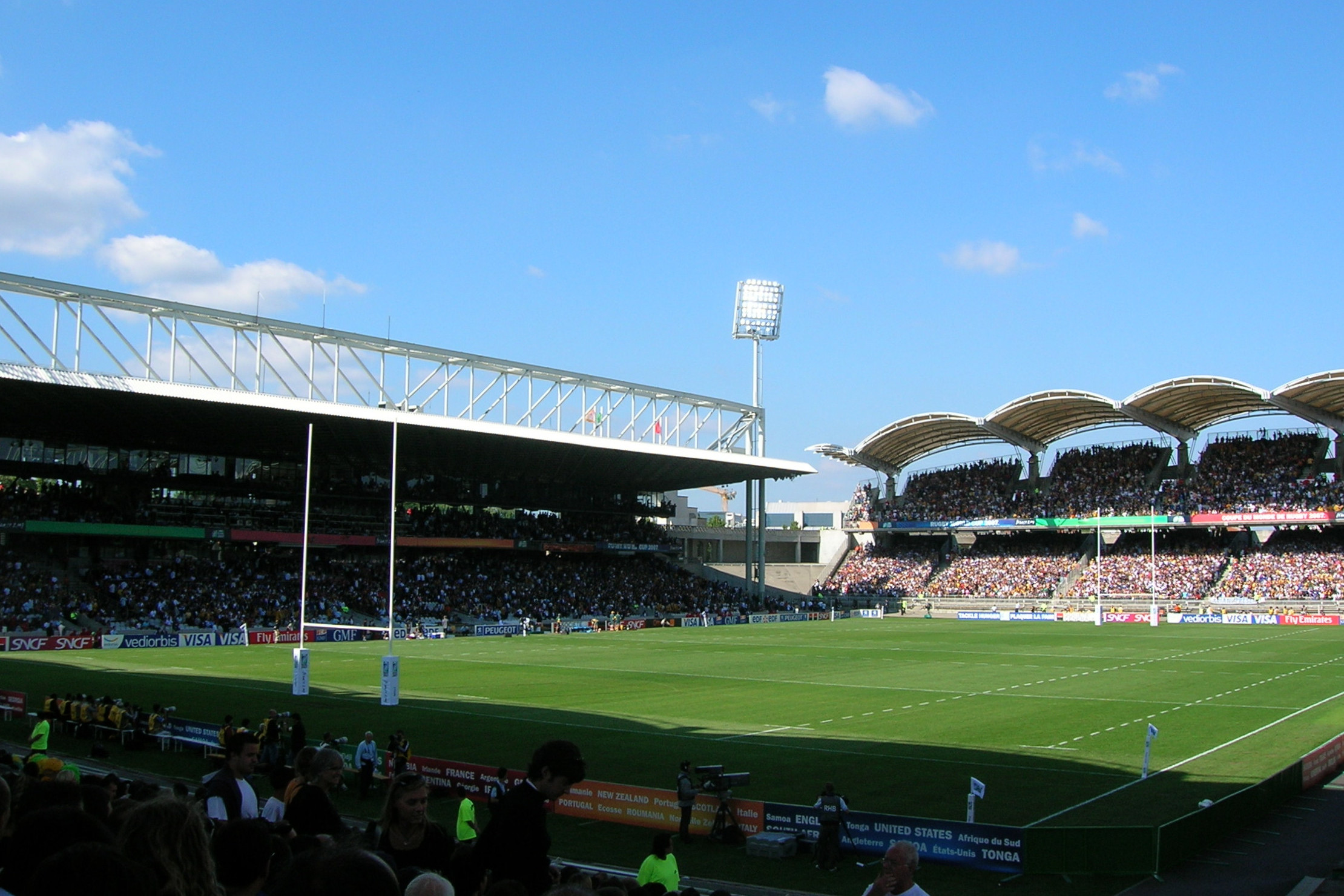
«ورزشگاه ژرلان» محل برگزاری بازی فینال جام در جام اروپا ۱۹۸۶

فینال جام در جام اروپا ۱۹۸۶، رقابت پایانی جام در جام اروپا در سال ۱۹۸۶ میلادی است که مابین دو تیم باشگاه فوتبال دینامو کیف و باشگاه فوتبال اتلتیکو مادرید برگزار شده‌است.
این مسابقه که در تاریخ ۲ مه ۱۹۸۶ انجام شده‌است با نتیجه ۳ بر ۰ به سود تیم باشگاه فوتبال دینامو کیف به پایان رسید.